# Dottor Octopus
Il Dottor Octopus (Doctor Octopus), spesso appellato con il diminutivo Doc Ock, il cui vero nome è Otto Gunther Octavius, è un personaggio dei fumetti statunitensi creato da Stan Lee e Steve Ditko nel 1963, pubblicato dalla Marvel Comics. 
Il personaggio è uno scienziato pazzo intelligente, orgoglioso e un po' tarchiato che deve il suo nome di battaglia "Octopus" (traduzione inglese di piovra) ai quattro lunghi tentacoli meccanici di sua stessa invenzione e di enorme potenza, che si estendono dalla sua schiena e che si sono fusi permanentemente al suo corpo a seguito di un incidente, a causa del quale è stato investito da radiazioni. Può controllare questi tentacoli con la sua mente e usarli così per arrampicarsi e affrontare gli avversari.
È uno dei primi e più famosi avversari dell'Uomo Ragno; ha esordito sul n. 3 della testata Amazing Spider-Man del luglio 1963.
Assieme a Goblin è considerato il più grande avversario dell'Uomo Ragno. È anche il capo fondatore dei Sinistri Sei, la prima squadra di supercriminali a opporsi a Spider-Man. Si è classificato 28º nella classifica di IGN dei più grandi cattivi nella storia dei fumetti.
Sebbene di solito sia rappresentato come un supercriminale, il Dottor Octopus è stato anche occasionalmente raffigurato come un antieroe in conflitto e alleato di Spider-Man.

## Biografia del personaggio
Nato a Schenectady, New York, Otto Octavius ha avuto un'educazione turbolenta. L'infanzia del personaggio è stata segnata da una madre oppressiva (Mary Lavinia Octavius, una casalinga) e da un padre violento (Torbert Octavius, un operaio edile). La sua timidezza e il suo buon rendimento scolastico, tuttavia, lo resero oggetto a più riprese di bullismo. Torbert odiava avere un figlio vittima di bullismo e, credendo che il valore di un uomo fosse determinato dal suo atteggiamento dominante e dalla sua forza fisica, gli gridò di usare la violenza per affrontare i bulli. Mary, invece, lo difendeva da Torbert in molte occasioni e lo incoraggiò a usare la sua mente superiore per risolvere i problemi. A causa dell'insistenza della madre e del suo disgusto per gli uomini che lavorano manualmente, Otto era determinato a non voler diventare come suo padre e dedicò tutta la sua gioventù alla propria educazione, ottenendo regolarmente i voti migliori. La dedizione di Otto allo studio è stata ripagata dall'ottenimento di una borsa di studio universitaria. Durante il primo anno di università di Otto, suo padre morì in un incidente sul lavoro e, sebbene fosse presente al suo funerale per volere della madre, non pianse della sua morte. Quando sua madre si rese conto che una morte prematura appartiene a un lavoratore manuale inizio a chiedere il meglio dal figlio e ciò sembrò stimolare in Otto un'ossessione per le scienze dure, in particolare le scienze fisiche. Dopo la laurea, Otto trovò lavoro presso una società di ingegneria.
Da adulto diviene un fisico nucleare, consulente per la ricerca atomica, inventore e docente brillante e rispettato. Progetta e realizza una corazza toracica dotata di quattro braccia meccaniche altamente avanzate e controllate tramite un'interfaccia cervello-computer per assisterlo nella sua ricerca sulla fisica atomica. Queste braccia artificiali, simili a tentacoli, erano resistenti alle radiazioni, ma anche capaci di grande forza e movimenti altamente precisi. Più tardi nella sua carriera criminale, affermò che l'ispirazione per l'imbracatura proveniva dall'Uomo vitruviano, il famoso schizzo di Leonardo da Vinci, uno dei suoi idoli.
Nonostante avesse rapporti ostili con i suoi colleghi, era abbastanza socievole e utilizzò i suoi tentacoli metallici per lavorare in sicurezza con sostanze chimiche pericolose. La scienziata Mary Alice Anders rimase sbalordita da Otto, e i due presto si frequentarono e l'uomo le propose di sposarlo. Purtroppo la madre non era d'accordo, credendo che nessuna donna fosse all'altezza del figlio. Otto fu sconvolto dal fatto di aver ferito sua madre e, per compiacerla, ruppe il fidanzamento con Mary Alice. Più tardi, scoprì che sua madre stava ipocritamente uscendo con un bibliotecario e la rimproverò, facendola morire d'infarto nel vivo della loro discussione. Con la madre morta e Mary Alice Anders fuori dalla sua vita, Otto divenne più malintenzionato verso la gente e sempre più distratto dal prestare attenzione ai dettagli e alle precauzioni nel suo lavoro. Durante un esperimento, viene investito dalle radiazioni, la corazza si collega al suo sistema nervoso e il suo cervello subisce gravi danni trasformandolo in un pericoloso criminale megalomane.
Durante la sua carriera criminale, Octavius ha assunto diversi soprannomi e ha cercato di diventare il capo del crimine di New York, è stato a capo di diverse organizzazioni malavitose (tra cui i Sinistri Sei), ha fatto coppia con la Gatta Nera (relazione con esito negativo, terminata nell'odio reciproco), e si è scontrato con numerosi supereroi (tra gli altri Devil, Mister Fantastic, Hulk, l'Uomo Ragno e Iron Man). Nelle sue prime avventure lavorava o da solo o a capo di alcuni uomini ed era spesso impegnato nel furto di importanti macchine o in atti terroristici per impadronirsi della città: il suo carattere inizialmente non era molto approfondito, visto che si limitava ad ingiuriare e a esprimere lusinghieri apprezzamenti verso sé stesso. Il suo principale nemico, e l'obiettivo principale del suo odio omicida, si riversa ugualmente nell'Uomo Ragno del quale è tra i principali avversari e quello che più volte si è avvicinato a scoprire la sua vera identità, e per un certo periodo ha vissuto a pensione e persino corteggiato la zia di Peter Parker, May, quasi al punto da sposarla (mirando alla sua eredità). Fu inoltre causa della morte di George Stacy, padre di Gwen, primo amore di Peter. Dopo il ritorno dalle Guerre segrete, la malattia mentale di Octopus si è aggravata e i suoi scopi sono diventati più oscuri. Tra le ricerche che ha condotto in questa fase ci sono la ricerca di una cura per l'AIDS e per la dipendenza da cocaina. Comunque, Otto Octavius non è mai stato spinto da genuino altruismo, ma da mero desiderio di vedere il suo superiore intelletto riconosciuto.
Ha poi trovato una fidanzata, Stunner, per essere poi ucciso dal clone deforme dell'Uomo Ragno, Kaine. Riportato in vita dalla Setta della Mano, è tornato a combattere Spider-Man. Tra l'altro, ha creato a questo scopo la quarta Donna Ragno.

### Saghe e cicli di storie

#### Civil War
In seguito alla rivelazione della vera identità di Peter Parker durante Civil War Octavius è stato assalito da un feroce attacco di rabbia, perché si è sentito preso in giro dal fatto di aver frequentato lo stesso Peter per un certo lasso di tempo ai tempi della sua relazione con zia May senza rendersi conto di nulla. Ad acuire la sua frustrazione l'aver già smascherato l'Uomo Ragno in passato, credendo che Parker fosse un impostore per via della sua giovanissima età.

#### Un nuovo giorno
A causa delle azioni dell'Uomo Ragno e del suo patto con Mefisto per difendere la sua identità segreta, Octavius ha dimenticato l'identità segreta dell'Uomo Ragno stesso. Comunque, a causa di anni di combattimenti contro l'Uomo Ragno ed altri superumani, il Dottor Octopus è ormai gravemente infermo, semiparalizzato e morente, con pochi mesi di vita rimanenti.
Per continuare ad essere mobile ed attivo il Dottor Octopus ha perfezionato ulteriormente la sua corazza, aggiungendo altre quattro braccia metalliche in sostituzione dei suoi arti ormai quasi atrofizzati dalla malattia e costruendo dei robot controllati telepaticamente, gli Octobot. Ripristinata la sua mobilità, il Dottor Octopus ha lanciato una dura offensiva contro l'Uomo Ragno, non trascurando anche di colpire Zia May (colpevole, a suo dire, di essersi impegnata sentimentalmente con J. Jonah Jameson Sr. dopo averlo respinto in passato), Peter Parker ed i Laboratori Horizon (sospettati di fornire supporto tecnico alle gesta del suo acerrimo nemico, l'Uomo Ragno stesso).
Ciò nonostante l'Uomo Ragno è sempre riuscito a respingerlo. Parallelamente ai suoi propositi di vendetta, il Dottor Octopus ha anche speso molto del suo tempo per cercare una cura alla sua condizione degenerativa, cercando inutilmente di catturare il figlio neonato di Lily Hollister (alias Minaccia), per sfruttarne il sangue ricco di Formula del Goblin, o ricattando allo scopo Tony Stark (accontentandosi, da quest'ultimo, di accettare la confessione di essere incapace di curarlo, trovando conforto nel fatto che neppure uno degli uomini più ricchi e geniali al mondo aveva potuto superare le sue abilità nel curarsi).

#### Fino alla fine del mondo
Nonostante il fallimento nel curarsi, il Dottor Octopus ha inoltre rifondato i Sinistri Sei allo scopo di radunare diversi artefatti tecnologici appartenuti al programma Aerospaziale Americano, al Dottor Henry Pym, ai Fantastici Quattro ed all'Intelligencia: con questi artefatti ha poi costruito una rete di satelliti, le "Lenti Octaviane", in grado di alterare il clima mondiale.
Al principio presentatosi come pentito e benevolente, intenzionato a modificare il clima del mondo per ridurre l'effetto serra, Octavius è stato in seguito scoperto dall'Uomo Ragno, la mercenaria Silver Sable e la spia Vedova Nera: in realtà egli intendeva usare i satelliti in modo nefasto, cancellando quasi tutta la popolazione mondiale, in modo che lo 0,008% ricordi il suo nome attraverso i millenni, definendo questa la sua eredità. Il suo piano verrà infine fermato dall'Uomo Ragno e a causa degli sforzi fatti nel corso del combattimento, finirà per diventare un vegetale, verrà infine rinchiuso, ormai in fin di vita, nel Raft, carcere per supercriminali.

#### Desiderio di morte
Octopus morente riuscì a creare un congegno con il quale scambiò la propria mente con quella di Peter, facendo sì che Spider-Man si ritrovò nel corpo di Octopus e viceversa. Successivamente, in Amazing Spider-Man n. 700 Peter morì nel corpo di Octopus, benché parte della sua coscienza restò ancora viva in Spider-Man/Octopus. Il Dottor Octopus comprese e condivise i ricordi di Peter ed iniziò ad essere Superior Spider-Man. Questo avvenimento mise fine alla testata The Amazing Spider-Man e diede inizio alla collana The Superior Spider-Man, dove lo spirito di Peter ed Octopus convivono nello stesso corpo.

#### Superior Spider-Man
Otto inizia così una nuova vita da eroe, abbandonando definitivamente la sua vecchia carriera da criminale, cambiando il costume da Uomo Ragno di Parker con uno di sua invenzione. Inizia anche una relazione con Mary Jane, e col suo alter ego mascherato sconfigge vari nemici quali i nuovi Sinistri Sei, l'Avvoltoio, Screwball e Jester uccidendone addirittura uno, Massacro. I Vendicatori iniziano ad avere dei sospetti sul suo comportamento, ma Spider-Man riesce ad ingannarli. Come Peter Parker, si impadronisce del Cervello Vivente, rendendolo un suo assistente da laboratorio alla Horizon. Tuttavia il vero Parker è ancora intrappolato nel suo cervello, ma viene scoperto da Otto ed eliminato del tutto. Instaura poi una relazione con Anna Maria Marconi e fonda le Parker Industries (dopo aver preso il dottorato dal Dr. Lamaze) grazie all'aiuto di Jay Jameson. Come Superior Spider-Man ricatta anche il sindaco di New York per avere dalla sua parte la polizia. Successivamente distrugge anche la Shadowland di Kingpin, costringendolo alla fuga, e consegna anche alla polizia Hobgoblin (poi evaso). Come ultima minaccia, affronta Green Goblin, alias Norman Osborn, che col tempo ha formato un proprio esercito. Non essendo in grado di sconfiggerlo, cede il corpo a Parker, ancora in vita nel Mindscape.

#### Ritorno e alleanza con l'Hydra
Dopo questi avvenimenti e dopo la saga Ragnoverso, si è scoperto che Octavius ha conservato i suoi dati cerebrali nel Cervello Vivente. Il personaggio prova ancora dei sentimenti per Anna Maria Marconi. Successivamente riesce a inserire la sua coscienza in un nuovo corpo, perfettamente sano, clonato dallo Sciacallo con cui si allea. La loro amicizia dura poco: Octavius infatti si ribella al suo capo, che si rivela essere un redivivo Ben Reilly, e prima di disintegrarsi si trasferisce nel corpo di un proto-clone al quale aveva precedente lavorato con lo stesso Sciacallo. Con il DNA di Peter Parker mischiato con il suo, Otto acquisisce tutti i poteri e le abilità del ragno, dando vita al Superior Octopus.
Entra anche in contatto con una fazione dell'Hydra guidata da Arnim Zola, che gli offre l'opportunità di entrare nel suo team. Octopus riesce addirittura a diventare un membro dei Vendicatori del Capitan America dell'Hydra, dando vita all'Impero Segreto.

## Poteri e abilità
Otto Octavius è un genio nel campo della fisica atomica e ha conseguito un dottorato di ricerca in scienze nucleari. Il suo genio nelle radiazioni è così eccezionale che una volta è stato chiamato da Mister Fantastic dei Fantastici Quattro per offrire la sua esperienza quando la Donna Invisibile ha sofferto di complicazioni durante la sua seconda gravidanza a causa della radiazione cosmica che aveva dato alla squadra i loro poteri.
Brillante ingegnere e inventore, ha creato quattro "braccia" in forma di tentacoli artificiali in acciaio e titanio ad alimentazione elettrica, telescopiche e prensili che sono attaccate a un'imbracatura di acciaio inossidabile che circonda la parte inferiore del busto. Ognuna di queste quattro braccia è in grado di sollevare diverse tonnellate, a patto che almeno un braccio sia utilizzato per sorreggere il suo corpo. Il tempo di reazione e l'agilità delle sue braccia meccaniche sono migliorati ben oltre il limite raggiungibile per la normale muscolatura umana. Le braccia consentono a Octavius di muoversi rapidamente su qualsiasi terreno e di scalare superfici verticali e soffitti. A causa dell'esposizione alle radiazioni atomiche, il Dottor Octopus ha acquisito la capacità mentale del controllo psicocinetico sulle quattro braccia. Otto ha sviluppato la sua concentrazione e il controllo al punto che può affrontare un singolo avversario, come Spider-Man, o più avversari con le braccia mentre esegue un compito completamente separato e più delicato, come mescolare il caffè o costruire una macchina. Ha anche sviluppato un controllo psicocinetico-telepatico su un esercito di "Octobot" (piccoli droni simili a polpi).
È anche un eccellente stratega e un leader carismatico; più volte ha formato e guidato gruppi di criminali nel corso del tempo (tra i quali vi sono i Sinistri Sei). A causa del suo peso e della sua età, i suoi avversari sono spesso attirati in un falso senso di sicurezza, solo per scoprire che è un formidabile combattente. È riuscito a costringere avversari formidabili come Spider-Man, Devil e Capitan America a prendere una posizione difensiva in un combattimento.

## Equipaggiamento
Il Dottor Octopus è famoso per la sua imbracatura dotata di quattro tentacoli meccanici, che possono allungarsi di oltre 6 metri e gli permettono di lavorare molto più velocemente. Ha posseduto un totale di tre imbracature durante la sua carriera: l'imbracatura originale in titanio, un'altra più potente in adamantio e una terza in carbonio.
La sua attuale imbracatura è realizzata con una miscela di lega di titanio-acciaio-niobio, che è densa ma di composizione leggera. Le braccia sono abbastanza potenti da permettergli di spostare oggetti pesanti, arrampicarsi su pareti di cemento a strapiombo e muoversi rapidamente. Sono anche usate per afferrare oggetti, sia piccoli che grandi, e come armi letterali in termini di essere fatti oscillare contro oggetti e persone come le mazze. Le pinze all'estremità di ogni tentacolo possono anche essere usate per tagliare e lacerare la carne dei suoi nemici. 
L'imbracatura di adamantio era abbastanza potente da trattenere o sottomettere Hulk durante una serie. L'adamantio dei suoi tentacoli ha reso possibile battere Iron Man in combattimento, lacerando l'armatura con una sconfitta così dura che Tony Stark ha iniziato a dubitare delle sue abilità quasi abbastanza da permettere al suo persistente problema con l'abuso di alcol per divampare. L'imbracatura è anche in grado di sostenere un piccolo jet pack, permettendogli di volare più velocemente e di sfuggire a Spider-Man più facilmente. Il Dottor Octopus è persino in grado di roteare i suoi tentacoli per deviare proiettili.

## Versione Ultimate
Nella versione Ultimate Octavius è uno scienziato che lavora per la Oscorp ma fa il doppio gioco con Hammer; inoltre è stato sposato. A causa dell'esplosione del composto di Oz impazzisce e vuole uccidere Spider-Man, ma viene fermato. I tentacoli di Octopus sono formati da nanobot che può modificare in varie forme letali come pistole e bastoni elettrici. Le braccia gli sono state più volte asportate e distrutte ed è stato imprigionato dallo S.H.I.E.L.D., ma ha sempre trovato il modo di fuggire e di ricostruirle. È inoltre l'artefice dei cloni di Peter Parker nella saga del Clone Ultimate. Durante quest'ultima si scopre che il suo vero potere non sta nel poter controllare le braccia ma nel manipolare il metallo rendendolo ancora più forte e temibile. Ricompare nella saga "Morte di un Goblin", nel momento in cui Norman Osborn fa esplodere i sotterranei del Triskelion, qui Doc Ock ingaggia un breve combattimento con Goblin, ma viene fermato da Electro con una potente scarica elettrica. In seguito evaderà di nuovo assieme ai sinistri sei, ma rifiutandosi di continuare la sua carriera criminale per cambiare vita verrà lanciato in strada da Goblin e ucciso, in questa storia confessa a delle guardie prima di ucciderle che fin da bambino era convinto di essere diverso e che l'incidente con l'Oz abbia risvegliato in lui dei poteri telecinetici con cui può muovere le braccia metalliche anche a distanza.

## Altri media

### Televisione
- Il Dottor Octopus è apparso nelle serie animate L'Uomo Ragno, L'Uomo Ragno, L'Uomo Ragno e i suoi fantastici amici, Spider-Man - L'Uomo Ragno, The Spectacular Spider-Man e Ultimate Spider-Man.
- Il personaggio appare come guest-star nelle serie animate L'incredibile Hulk, Hulk e gli agenti S.M.A.S.H. e Marvel Super Hero Adventures.
- Il Dottor Octopus appare nell'anime Disk Wars: Avengers.
- Il personaggio appare anche nella serie animata Spider-Man, e in questa serie Otto Octavius si presenta come un arrogante e geniale scienziato diciannovenne il quale, all'inizio antagonista di Spider-Man, diventerà poi suo alleato fino a morire eroicamente. La serie adatta anche la saga dei fumetti "Superior Spider-Man".
- La versione femminile e infantile di Doc Ock appare nella serie animata Spidey e i suoi fantastici amici.

### Cinema

Il Dottor Octopus interpretato da Alfred Molina in Spider-Man 2 (2004)

- Il Dottor Octopus è l'antagonista principale del film Spider-Man 2 (2004), diretto da Sam Raimi. Nel film è interpretato dall'attore italo-ispano-britannico Alfred Molina. La performance di Molina nei panni del personaggio, considerata una delle prime rappresentazioni di Octavius come un cattivo tragico, è stata accolta positivamente dalla critica e dal pubblico e il personaggio è diventato uno dei cattivi più iconici nei film di supereroi.[13] In questa versione è raffigurato come un individuo comprensivo, cordiale, orgoglioso, dall'umorismo asciutto, e devoto al suo lavoro e alla moglie Rosie. Incontra per la prima volta Peter Parker quando Harry Osborn presenta i due in modo che Peter possa intervistare Octavius per un saggio che il primo sta scrivendo. Octavius usa un'imbracatura tentacolare per condurre un esperimento di reattore a fusione finanziato dalla Oscorp usando il tritio che diventa instabile, causando la morte di Rosie, mentre l'imbracatura tentacolare viene fusa al suo corpo, bruciando il chip inibitore che controlla l'intelligenza artificiale delle braccia. Dopo essere finito in ospedale e aver massacrato i chirurghi che tentavano di salvare Octavius, l'intelligenza artificiale delle braccia lo convince a rubare fondi e a ritentare l'esperimento, guadagnandosi dai media il soprannome di "Dottor Octopus" (o noto anche come "Doc Ock"). Lungo la strada, entra in conflitto con Spider-Man e si offre di portarlo a Osborn in cambio di altro tritio. Per attirare Spider-Man, Octavius rapisce Mary Jane Watson e lo combatte in cima a un treno sopraelevato, che manda fuori controllo. Una volta che l'eroe ferma il treno, Octavius lo prende prigioniero, lo consegna a Harry, tiene in ostaggio MJ e inizia a riprovare l'esperimento nonostante la possibilità di distruggere metà se non addirittura l'intera città. Spider-Man arriva per fermarlo e danneggia le braccia prima di rivelare la sua identità di Parker per ricordare a Octavius di come credeva che l'intelligenza dovesse essere usata a fin di bene. Ispirato, Octavius riprende il controllo delle sue braccia e si sacrifica per affondare il reattore a fusione nell'East River, dove annega.
  - In Spider-Man 3 (2007) viene menzionato in una copia del Daily Bugle appesa nell'ufficio di J. Jonah Jameson.
- In The Amazing Spider-Man 2 - Il potere di Electro (2014), diretto da Marc Webb, si possono notare i suoi tipici tentacoli meccanici nella sezione Progetti Speciali della Oscorp Tower. Questi appaiono la prima volta quando Harry Osborn cerca il veleno del ragno per salvarsi la vita, mentre la seconda è quando cammina l'enigmatico uomo d'affari Gustav Fiers verso la corazza robotica di Rhino. Appaiono una terza e ultima volta durante i titoli di coda del film.
  - Era prevista la presenza del personaggio nel film mai realizzato The Amazing Spider-Man 3 e nello spin-off Sinister Six, prima della cancellazione del franchising.
- Doc Ock è l'antagonista secondaria del film d'animazione Sony Pictures Animation Spider-Man - Un nuovo universo (2018), e compare in versione femminile, chiamata Olivia "Liv" Octavius (con la voce originale di Kathryn Hahn, mentre in italiano è doppiata da Angela Brusa). Assieme a Prowler, Tombstone, Scorpion e Ultimate Green Goblin, è una sottoposta di Kingpin nel piano di costruire un acceleratore di particelle per accedere a universi paralleli e così poter ritrovare la sua famiglia (morta in un incidente stradale). Ovviamente il principale scopo di Liv non è aiutare il signore del crimine ma vendicarsi di Spider-Man.

### Marvel Cinematic Universe
- L'iterazione del Dottor Octopus dell'universo di Sam Raimi è apparso come fotomontaggio nella webserie televisiva The Daily Bugle (2019).
- L'iterazione del Dottor Octopus dell'universo di Sam Raimi riappare come antagonista minore e antieroe nel film del Marvel Cinematic Universe Spider-Man: No Way Home (2021), interpretato nuovamente da Alfred Molina[14][15][16] (l'attore è ringiovanito digitalmente per far assomigliare fisicamente a come apparve nel secondo film della trilogia di Spider-Man[17]). Avendo appreso l'identità segreta di Spider-Man pochi momenti prima di perdere la sua vita, il Dottor Octopus è fra gli individui condotti in un altro universo a causa dell'incantesimo rovinato del Dottor Strange. Ancora controllato dai suoi tentacoli meccanici, Octopus attacca subito lo Spider-Man di quell'universo, scambiandolo per la versione del suo mondo; comprende l'equivoco solo prima che il ragazzo riesca a immobilizzarlo prendendo il controllo esterno dei suoi tentacoli con la nanotecnologica. I due vedono brevemente il Goblin, che Octopus riconosce come il suo defunto collega Norman Osborn, prima di venire teletrasportati da Strange nel Sanctum Sanctorum, dove Doc Ock viene imprigionato assieme agli altri "visitatori": Osborn, Electro, Lizard e l'Uomo Sabbia. Octopus viene informato dall'Uomo Sabbia del proprio destino nel suo universo originale. Quando Parker si offre di curarli piuttosto che mandarli a morire nei loro universi, il Dottor Octopus è il meno propenso a collaborare, non fidandosi delle sue capacità, ma il ragazzo riesce con successo a creare un nuovo chip inibitore che libera la mente di Otto Octavius dall'influenza dei suoi tentacoli. Grato con Peter per averlo aiutato, Octavius si offre a sua volta di collaborare per curare gli altri supercriminali, ma il Goblin, che prende di nuovo il controllo di Osborn, convince quest'ultimi a ribellarsi, costringendo lo scienziato a fuggire dalla scena dopo essere stato attaccato da Electro. Ritorna nello scontro finale dove aiuta Spider-Man e le sue due varianti (una di essa la versione dell'universo da cui proviene Octavius) a sconfiggere Electro, per poi riunirsi con il Peter del suo mondo. Viene infine riportato nel suo universo natale dal Dottor Strange, insieme con Peter, Osborn e Flint Marko, portando con sé anche il Reattore Arc di Iron Man, che Otto vede come un parallelo riuscito al suo reattore a fusione.
- Una variante alternativa del Dottor Octopus appare come antagonista principale nella prima stagione della terza serie animata dell'MCU Il vostro amichevole Spider-Man di quartiere (2025). È uno scienziato alla ricerca di un suo laboratorio, ed è stato un ex collaboratore di Norman Osborn, dal quale si è distaccato per differenza di vedute. Per ottenere il suo scopo, vende invenzioni da lui sviluppate al sottobosco criminale di New York, tra cui l'esoscheletro di Mac Gargan. Quando Spider-Man, assistito dalle risorse della Oscorp, affronta i criminali che hanno usato le sue invenzioni, Norman isola le caratteristiche di queste creazioni e localizza il suo magazzino, inviandoci il Generale Ross e Iron Man, che catturano Octavius. Dopo essere stato visitato da Norman in prigione, nel finale della prima stagione abbozza il progetto delle braccia meccaniche.

### Videogiochi
Il personaggio è apparso in molteplici videogame nel corso degli anni. Ecco la lista completa:
- Questprobe#2: Spider-Man (1978 - Commodore 64, Commodore 16, Atari 8-bit, ZX Spectrum, Pc, Amstrad, Apple II)
- The Amazing Spider-Man vs. The Kingpin (1990 - Mega Drive, Sega Game Gear, Sega CD)
- Spider-Man: The videogame (1991 - Sega Game Gear, Sega CD)
- The Amazing Spider-Man (1991 - Game Boy)
- Spider-Man: Returns of the Sinister Six (1992 - Nintendo Entertainment System, Sega Game Gear, Sega Master System)
- Spider-Man and the X-Men: Arcade's revenge (1992 - Super-NES, Mega Drive)
- The Amazing Spider-Man: Lethal Foes (1994 - Super Nintendo)
- Spider-Man (2000 - Game Boy Color, PlayStation, Nintendo 64, Dreamcast, Mac, Pc)
- Spider-Man 2: Enter Electro (2001 - PlayStation)
- Spider-Man 2: The Sinister Six (2001 - Game Boy Color)
- Spider-Man 2 (2004 - PSP, PlayStation 2, Xbox, GameCube)
- Spider-Man: Amici o nemici (2007 - Pc, Wii, Xbox 360, Nintendo DS, PSP, PlayStation 2)
- Spider-Man: Edge of Time (2011 - Pc, Wii, Xbox 360, Nintendo DS, Nintendo 3DS): qui è uno scienziato assoldato da Walker Sloan per perfezionare il suo portale del tempo. Non ha mai assunto però l'identità di Doc Ock.
- LittleBigPlanet (costume per DLC)
- LEGO Marvel Super Heroes (2013 - Microsoft Windows, PlayStation 4, PlayStation 3, PSVita, Xbox One, Xbox 360, Wii U, MacOS, Nintendo DS, Nintendo 3DS, Android, iOS)
- Marvel: Sfida dei campioni (2014 - iOS, Android)
- Spider-Man - (2018 - PlayStation 4)

## Accoglienza ed eredità

### Fumetti
Nel 2009, IGN ha classificato il Dottor Octopus al 28º posto tra i 100 migliori cattivi di tutti i tempi dei fumetti e nel 2014 lo ha classificato come il più grande nemico di Spider-Man.

### Cinema
Il ruolo di Alfred Molina in Spider-Man 2 è stato ampiamente apprezzato. Nel maggio 2014, IndieWire lo ha classificato come il quinto più grande supercriminale cinematografico di tutti i tempi. Inoltre, Abraham Riesman di Vulture.com nella sua lista di febbraio 2018 ha posizionato il personaggio al numero 16 nella classifica dei suoi 25 più grandi supercriminali cinematografici. Sono stati elogiati anche gli effetti speciali usati per i suoi bracci robotici, con Roger Ebert che li ha definiti il "trionfo degli effetti speciali" del film. Su Chicago Tribune, Mark Caro dichiarò che Octavius era un cattivo "piacevolmente complesso" in Spider-Man 2, con Kenneth Turan del Los Angeles Times concorda con Caro, affermando: "Doc Ock afferra questo film con il suo quartetto di sinistre braccia meccaniche serpentine e si rifiuta di lasciarlo andare". Richard George di IGN ha ritenuto che "Sam Raimi e il suo team di sceneggiatori hanno fornito una versione iconica e avvincente del classico nemico di Spider-Man... Vorremmo quasi che ci fosse un modo per aggiungere retroattivamente alcuni di questi elementi al personaggio originale."
Il ritorno in vita del personaggio in Spider-Man: No Way Home (2021) è stato messo in luce prima dell'uscita del film con un trailer. La rivelazione è stata citata come un momento clou e ha ispirato vari meme di Internet della scena di Octavius che diceva "Ciao, Peter". Ripensando alla trilogia di Sam Raimi, Tom Holland, che interpreta Spider-Man nel Marvel Cinematic Universe, ha elogiato la performance di Molina in Spider-Man 2, notando che inizialmente era terrorizzato dal personaggio quando ha visto Spider-Man 2 per la prima volta. Holland in seguito ha espresso il suo divertimento nel lavorare in seguito con Molina in Spider-Man: No Way Home, definendo Molina "una delle [sue] persone preferite con cui [lui] abbia mai lavorato". Neil Soans, Peter Travers, e Jade King hanno elogiato il Norman Osborn di Willem Dafoe e Molina, con King che affermò che i due hanno rubato "la scena come Green Goblin e Doc Ock" ed erano "geniali raffigurazioni di questi personaggi".